# アポファジーメニ
アポファジーメニ（イタリア語: Apofasimeni）は、19世紀前半にイタリア、フランスおよびマルタに興った革命的秘密結社。急進的な立憲自由主義（憲法に立脚する自由主義）を掲げ、イタリア統一運動初期に影響力を持った。

## 由来

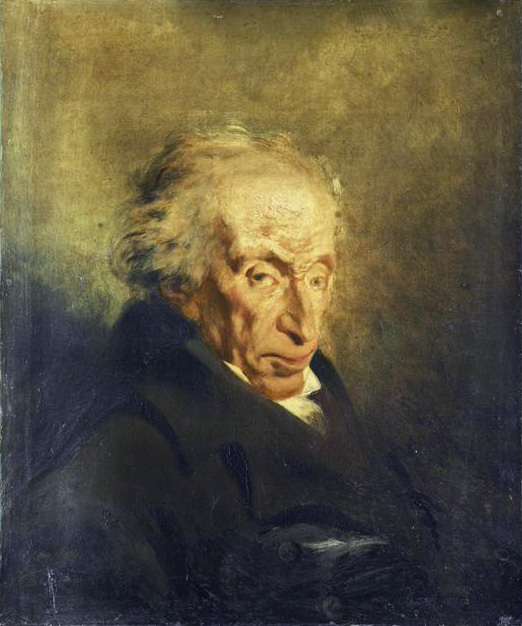
フィリッポ・ブオナローティ
(画)フィリップ＝オーギュスト・ジャンロン

アポファジーメニは近代ギリシャ語の「アポファジスメーノス」から由来した名称で、意味は「やけくそになった人」あるいは「決起的な人」である。この結社の指導者であったカルロ・アンジェロ・ビアンコがギリシャの革命戦に参加した経験を持つこと、また秘密結社の参加者にギリシャ人が一定数いたことからギリシャ語由来になったと考えられる。

## 組織
カルボナリと比較すると影響力が小さく残っている資料が少ない事から、明確な起源は定かではない。1828年から1830年にかけて、ピエモンテ革命に加担したことによりイタリアから逃れていたカルロ・アンジェロ・ビアンコが在住したマルタ島（当時はイギリス領）もしくはフランスのマルセイユかで組織されたものと見られている。
活躍したのは主にイタリアであったが、メンバーは当初ギリシャ人が多く、亡命ギリシャ人が多く集まっていたトスカーナ大公国のピーサを中心にトスカーナ地方やロマーニャ地方に伝播した。この当時、イタリアにおいてもっとも強い影響力を持っていたのはカルボナリであったが、カルボナリは開明的貴族やブルジョワの間に勢力を張って革命を志したのに対し、アポファジーメニは貧しい人々の間に浸透を図っていた。なお、アポファジーメニのメンバーはみなvero amico(真の友という意味）と呼ばれた。 
アポファジーメニは平等主義的社会革命を掲げていたが、これにはカルボナリの有力指導者であるフィリッポ・ブオナローティの影響がある。1830年、アポファジーメニの創設者であるカルロ・アンジェロ・ビアンコはパリに赴いた際に初めてフィリッポ・ブオナローティと接触し、彼の考えに強い影響を受けている。それによりアポファジーメニはブオナローティ派の組織であると認識され、またブオナローティ自身もアポファジーメニに参加して指導者のひとりとなっていた。

## 活動

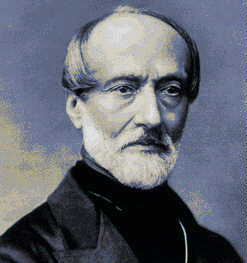
ジュゼッペ・マッツィーニ

アポファジーメニ創設後の1830年には、カルロ・アンジェロ・ビアンコは『イタリアに適用されるゲリラ部隊に蜂起による民族戦争』と題した三巻の本を公刊した。著書では、ナポレオン率いるフランス軍と戦ったスペイン民衆のゲリラ戦に理論的推敲を加え、オスマン帝国という大国を相手にギリシア人の蜂起と独立を称賛し、イタリアにおける民族意識の形成を促す人民の戦争としてのゲリラ戦を、イタリアの蜂起が成功する唯一の手段とした。
1831年にはモデナ、パルマ、ボローニャ、フェラーラなどで蜂起が成功し臨時政府が樹立され、それら都市が連合してイタリア統合諸州を建国する「中部イタリア革命」が発生した。この主役はあくまでカルボナリであったが、アポファジーメニもこれに加担した。
その後も幾つかの蜂起を企ててはいるが実行に移せないまま終わる。そして党員であったジュゼッペ・マッツィーニは独立して「青年イタリア」を結成。アポファジーメニはそれと合体する形で消滅した。

## 影響
アポファジーメニは有力なブルジョワや開明的貴族ではなく貧しい山村・漁村・農村に住まう民衆への浸透を目指した。そのことから一定の支持を民衆から得られたもののカルボナリほどの影響力は持てなかった。しかしながら青年イタリアへと統合する事でその規模を大きくさせ、次代の革命の動きを担う組織につなぐこと、その役割は果たせた。
また、組織の創設者であるカルロ・アンジェロ・ビアンコはピエモンテ革命などで実際に活躍した経歴を持ち、亡命イタリア人が集まるマルセイユの中でも特出した存在であった。そのためイタリア統一の三英傑として知られるジュゼッペ・マッツィーニも彼を信奉し、マッツィーニはリヨンでビアンコに出会ってからはマルセイユに同行。マルセイユ到着後の1831年4月にはアポファジーメニに加入している。アポファジーメニに所属したことでマッツィーニはビアンコのゲリラ戦法などを学び、それを青年イタリア主導の蜂起につなげている。